# شهرستان تویگز (جورجیا)
شهرستان تویگز، جورجیا (به انگلیسی: Twiggs County, Georgia) یک سکونتگاه مسکونی در ایالات متحده آمریکا است که در جورجیا واقع شده‌است.

## خصوصیات
شهرستان تویگز ۹۴۰٫۱۷ کیلومترمربع مساحت دارد.